# Яків Святослав
Яків Святослав (бл. 1210/1220 – 1275/1277) — болгарський князь (боярин) XIII століття. Походив від князів Великого князівства Київського (Київської Руси). Здобувши титул деспота, Яків Святослав став правителем великої напівсамостійної області часів зародження Другої Болгарської імперії, що, ймовірно, розташовувалась навколо Софії. Претендував на титул імператора Болгарії. Угорці визнавали його королівський статус і правителем (баном) Видина. Карбував власні монети, як незалежний володар, зі своїм зображенням у лицарських обладунках.

## Життєпис
Точне походження Якова Святослава невідоме. Доведено що він був нащадком князів Великого князівства Київського (Київської Русі), і вважається, що дата його народження припадає на 1210-1220-ті роки. 
Наприкінці 1250-х років Яків Святослав був впливовим князем в Болгарії. Одружився з донькою Нікейського імператора Теодора II Ласкаріса від шлюбу з донькою болгарського імператора Івана Асеня II Оленою Асеною. 
До 1261 року він став деспотом, високопоставленим правителем у болгарській ієрархії. Титул йому, ймовірно, присвоїв правитель Болгарії, а не Візантійський імператор, можливо Костянтин Тих. Яків Святослав був близький до болгарського імператорського двору. Правив землями південніше області Видин на заході Болгарської імперії. Візантійські джерела вказують на те, що його володіння лежали «біля Гемуса», тобто поблизу Софії, між угорським королівством на півночі та Македонією на півдні. 
1261 році командував болгарськими військами у війні проти Угорщини поблизу Северина (західна Волощина). 1262 року воював проти Візантії, оскільки візантійська армія вторглася на його землі наступного року під час антиболгарської кампанії. 
Яків Святослав замовив зробити копію Номоканону, який був надісланий митрополиту Київському і всієї Руси Кирилу III. Подарунок доповнювала грамота Якова Святослава, в якій князь називає митрополита «єпископом всієї Руської землі... предків моїх». Копія закінчується уривком, у якому Яків названий «болгарським деспотом». Він також карбував власні монети зі зображеннями Святого Дмитра Солунського або самого Якова, одягненого як лицар, у шоломі та з мечем. 
З 1263 року ситуація в Болгарії стала нестабільною, оскільки правитель Костянтин боровся проти спроб Міцо Асена зайняти престол, та проти широкомасштабного візантійського вторгнення. Оскільки Костянтин не зміг допомогти Якову проти наступаючих візантійців, Яків звернувся за допомогою до свого північного сусіда, угорського короля Стефана V. Угорці витіснили візантійців з володінь Якова і самі вторглися на контрольовані Візантією території. Стефан V призначив його правителем Видинського князівства на річці Дунай, яким раніше керував померлий на той час інший український князь Ростислав Михайлович, а також погодився залишити йому свої володіння на півдні. 
Однак, 1264 року Угорщина була втягнута у власну громадянську війну між Стефаном V і його батьком Белою IV. Побоюючись відсутності підтримки з боку Угорщини, якщо Бела IV переможе, Яків Святослав у 1265 році повернувся до Болгарії та визнав владу Костянтина Тиха. 1265 року вони перетнули Дунай і здійснили похід на угорські фортеці на північ від річки. Проте до весни 1266 року Стефан V утвердився як єдиний правитель Угорщини і 23 червня 1266 року захопив Видин після короткої облоги. Були здійснені дві хвилі угорських набігів, щоб спустошити Видинські землі та увійти до володінь Костянтина. Незважаючи на опір болгар, угорці окупували низку міст, у тому числі Плевен. Зважаючи на авторитет і сили Якова Святослава, угорці відновили його правителем Видинської області від владою Угорщини. 
1266 року він згадується як «імператор болгар» (imperator Bulgarorum) в угорських джерелах, можливо він дійсно претендував на трон Болгарії.
До 1272 року, коли помер Стефана V, а його спадкоємцем став малолітній син Владислав IV при вдові королеві-регенті Єлизаветі Половчанці. В той час Яків Святослав продовжував правити Видином як угорський васал. Скориставшись цим, у 1273 році двома болгарськими боярами Дарманом і Куделіном, було покладено край угорському правлінню в Браничеві, на захід від володіння Якова Святослава. Відрізаний від своїх угорських союзників і зіткнувшись із загрозою болгарського нападу зі сходу, Яків Святослав знову підкорився болгарському монарху. 
Він прибув до столиці Тирново, щоб обговорити співрацю з вдовою дружиною імператора Костянтина, королевою-регентом візантійкою Марією Палеологіною Кантакузеною, яка фактично правила Болгарією. За її пропозицією Яків Святослав був офіційно усиновлений набагато молодшою Марією як її другий син, після малолітнього спадкоємця Михайла Асеня II. Це усиновлення зміцнило положення Якова Святослава, крім того, він мав право претендувати на болгарський престол. Однак, візантійка Марія отруїла його, і він помер у 1275 або 1276/1777 роках, незадовго до повстання Івайла. 
Подальше підпорядкування самого міста Видин неясне, але частина володінь Якова Святослава, що лежала на південний захід від Видина перейшла у пряме болгарське правління після його смерті, що засвідчено в документах 1278 року.